# Томас Сікора
Томас Сікора  (нім. Thomas Sykora; нар. 18 травня 1968) — австрійський гірськолижник, олімпійський медаліст.

## Виступи на Олімпіадах
| Олімпіада        | Дисципліна | Місце  |
| ---------------- | ---------- | ------ |
| Ліллехаммер 1994 | слалом     | участь |
| Нагано 1998      | слалом     | 3      |